# X-Men: Next Dimension
X-Men: Next Dimension (alternativamente intitulado X-Men: Mutant Academy 3) é um jogo de luta, lançado em 2002 para os consoles PlayStation 2, Xbox e GameCube. É a terceira parcela da série X-Men: Mutant Academy série de jogos de luta, seguindo X-Men: Mutant Academy e X-Men: Mutant Academy 2.
Next Dimension expande o conceito dos dois primeiros jogos adicionando vários novos personagens, mapas 3D e um modo história, que permite ao jogador lutar uma série de batalhas entre filmes curtos.".

## Jogabilidade

X-Men Next: Dimension apresenta personagens das facções X-Men e Brotherhood da Marvel Comics. Os estágios são renderizados em 3D e os personagens têm total liberdade de movimento 3D dentro do plano de combate.

A mecânica de jogo é adaptada para uma curva de aprendizado muito gradual: super ataques são realizados pressionando dois botões de soco ou chute simultaneamente, e combos de múltiplos golpes podem ser executados pressionando os botões de soco e chute em uma ordem específica (um recurso semelhante aos combos em cadeia do Darkstalkers). O jogo apresenta um extenso sistema de combos, incluindo cadeias normais, malabarismos aéreos e lançadores aéreos. Além do sistema básico de bloqueio, os jogadores têm vários contra-ataques disponíveis para eles que podem ser executados simplesmente pressionando o botão de contra-ataque e uma direção no controle. Os contra-ataques são específicos para o tipo de ataque que o jogador está contra-atacando.
Os estágios de luta são estágios totalmente renderizados em 3D com seus próprios layouts. Como em Dead or Alive 3, é possível derrubar um oponente para uma parte diferente do estágio, que funciona como seu próprio estágio individual. Na X-Mansion, por exemplo, um oponente pode ser derrubado do Hangar para o Corredor, depois para o pátio externo onde, após o 2º round, a quadra de basquete se abre, permitindo que um jogador seja derrubado de volta para o Hangar.
Enquanto no Modo História, apenas um conjunto limitado de personagens está disponível para cada batalha; o Modo Arcade permite que o jogador selecione qualquer um dos personagens jogáveis em uma série de oito batalhas. O Modo Versus para Dois Jogadores também permite que os jogadores escolham qualquer um dos personagens desbloqueados. O jogo também apresenta um Modo Sobrevivência, no qual um único jogador é colocado contra um fluxo interminável de oponentes controlados por computador em um teste de resistência.
Além dos movimentos padrões, o jogador também pode acessar ataques especiais e super ataques. Os ataques especiais incluem explosões/raios (alguns dos quais podem atordoar um oponente), ataques físicos que têm efeitos especiais (como mover-se para um lado antes de atingir) e arremessos de ataque. Existem vários tipos diferentes de super ataques, e cada um tem quatro níveis diferentes de poder.
- Projectile Supers: Eles vêm em duas formas. A forma mais usada é o feixe, que é um fluxo contínuo que causa uma quantidade definida de dano se conectar. O melhor exemplo disso é o Optic Blast do Cyclops. Existem também projéteis de arma ou explosão que podem ser disparados um número definido de vezes, como o especial 52 Card Pickup do Gambit.
- Physical Supers: Como o nome indica, Supers Físicos são supers que envolvem o personagem se envolvendo fisicamente com o oponente. Supers Físicos são diferentes de Supers de Ataque e Arremesso porque Supers Físicos atacarão continuamente mesmo se um oponente estiver bloqueando. Blob é o único personagem que tem um Super Físico nos níveis 3 ou 4.
- Attack Throw Supers: Diferentes e mais numerosos que os Supers Físicos, os Attack Throws são ataques que só causam dano total após um golpe inicial ou agarrar e só são eficazes se a vítima pretendida não estiver realizando uma manobra de bloqueio. A maioria dos personagens tem pelo menos um Attack Throw Super, e alguns (como Toad ou Beast) têm um arsenal completo de Attack Throws. Exemplos incluem o especial Professional Hit do Bishop, o Spin Cycle do Sabertooth e o Paddletongue do Toad.
- Unique Supers: Esses são superpoderes exclusivos de um determinado personagem e incluem a Regeneração do Dente-de-Sabre e do Wolverine.

Muitos dos ataques e movimentos no jogo são influenciados por aqueles disponíveis para o jogador na série Marvel vs. Capcom. Três dos ataques de Wolverine (seu super nível 3, seu ataque de Adamantium e seu super) são exemplos disso.
a versão gamecube inclui modos exclusivos: Team e Practice. A versão Xbox traz um estágio extra e a habilidade de jogar como Pyro.

## Trama
Narrado por Patrick Stewart (reprisando seu papel como Professor Charles Xavier dos filmes X-Men), o enredo do jogo é construído em torno dos Prime Sentinels recuperando a cabeça de Bastion, e a tentativa subsequente de Bastion de acabar com a espécie mutante. O jogo começa com os Prime Sentinels libertando Bastion da prisão da S.H.I.E.L.D., então se disfarçando e vendendo os planos de defesa da Escola para Jovens Superdotados do Professor Xavier - a casa e campo de treinamento dos X-Men - para a Irmandade dos Mutantes. O jogo então avança para Forge lutando contra Mystique e Nightcrawler em uma cidade devastada por uma invasão Prime Sentinel. Os túmulos de Anthony Stark, Warren Worthington III, Peter Parker e Benjamin Grimm podem ser vistos ao fundo. Isso é revelado como uma simulação de Sala de Perigo, e os X-Men começam a treinar sua adaptabilidade lutando contra oponentes que têm uma vantagem tática.
Durante esta sessão de treinamento, Juggernaut e a Brotherhood (composta por Mystique, Toad e Sabretooth) fazem seu ataque à mansão. Xavier está curioso sobre a natureza do ataque deles, preocupado que pareça "muito focado, quase como uma distração" e envia Forge para investigar o terreno. Ele descobre que o ataque foi uma distração, e que o terreno agora está sendo patrulhado por Prime Sentinels.
Após tentar lutar contra os Sentinelas, Forge é sequestrado e a Irmandade recua. Contido na companhia de Bastion, o Sentinela aparentemente humano diz a Forge que pretende usar o dom mutante do homem para provocar a extinção dos mutantes. Ele rouba vários designs de armas da mente de Forge, incluindo uma arma poderosa capaz de tirar os poderes de um mutante. Em uma tentativa de tirar os X-Men do seu rastro, ele envia a Irmandade para diferentes locais ao redor do mundo. Os X-Men se separam e enfrentam cada membro em uma tentativa de encontrar Forge e parar o Sentinela Principal. Após sua derrota, a Irmandade recua para encontrar Magneto na Terra Selvagem, apenas para descobrir que Magneto também foi caçado pelos Sentinelas e não está mais no controle de sua fortaleza. Os X-Men, tendo seguido a Irmandade, também chegam e Magneto encarrega a Irmandade de combatê-los por tempo suficiente para convencê-los a unir forças.
Com os X-Men e a Irmandade formando uma aliança temporária, a equipe luta para atravessar uma legião de Sentinelas, embora não sem perdas próprias. No final, Magneto, Wolverine, Juggernaut e Phoenix invadem a torre para a batalha final com Bastion. Bastion usa o sistema de trans-mat de Magneto para transportar Juggernaut para longe da torre, então escapa para o Asteroide M, mas é seguido por um Wolverine que o pega carona. Wolverine, cujo fator de cura foi desativado pelos Sentinelas antes, consegue derrotar Bastion. Magneto e Phoenix chegam para ajudar Wolverine, e Magneto impede que um Bastion enfraquecido escape novamente. Os dois lutam, e Magneto é derrotado
Quando Bastion retorna à sala central, ele encontra Phoenix, que o desafia e finalmente o derrota. Os Prime Sentinels são dissolvidos, e os X-Men e a Brotherhood concordam com um cessar-fogo temporário enquanto os feridos são restaurados à saúde. Forge é libertado e ele reverte os efeitos de sua arma, restaurando tudo ao normal. Com Bastion retornando à S.H.I.E.L.D., os X-Men estão livres para continuar treinando para lutar por um futuro melhor.
Ao atingir o nível final do asteroide m, o jogador tem a chance de lutar contra Bastion como três personagens: Wolverine, depois Magneto e finalmente Phoenix. Se Wolverine derrotar Bastion ou for derrotado, o jogo prossegue para a luta de Magneto com Bastion. Se Magneto derrotar Bastion, o vídeo final é simplesmente acelerado e Phoenix não luta contra Bastion. Se Magneto for derrotado, Bastion e Phoenix compõem a luta final do jogo.
Finais alternativos:
- Enquanto Phoenix se prepara para acabar com Bastion, Ciclope aparece para ajudar Phoenix. No entanto, enquanto ambos estão distraídos, Bastion mata Ciclope explodindo-o e deixa seu corpo sem vida flutuando no espaço. Perturbada com a morte de seu marido, Phoenix se transforma em Dark Phoenix e libera sua fúria em Bastion. O Professor X detecta a presença de Dark Phoenix e é derrubado quando Dark Phoenix destrói o Asteroide M, também matando Wolverine e Magneto no processo. Enquanto Dark Phoenix voa pelo espaço, ela destrói a Lua e então se vira para (presumivelmente) destruir a Terra também
- Juggernaut é revelado vivo e bem, mas está preso em Marte. Enquanto ele está jogando uma pedra, ela cai em sua cabeça, ao que ele responde "Isso é uma droga!".

### Personagens
X-Men: Next Dimension apresenta vinte e quatro personagens jogáveis, mais um personagem adicional exclusivo para a versão Xbox. Quase todos os personagens de Mutant Academy 2 retornam, com exceção do Professor X e do Homem-Aranha. Muitos podem ser desbloqueados por meio do jogo em outros modos, e trajes alternativos para cada personagem também estão disponíveis. Os trajes principais para cada personagem são baseados nos dois quadrinhos principais dos X-Men da época, New X-Men e X-Treme X-Men. Destes, dois essencialmente espelham outros personagens, embora ainda retenham sua individualidade: Phoenix é essencialmente semelhante ao Dark Phoenix desbloqueável, embora os dois difiram em certos Supers (os de Phoenix são mais baseados em psi, enquanto Dark Phoenix tira seus poderes da aparência ígnea da Phoenix). Similarmente, Betsy e Psylocke são essencialmente a mesma personagem, dado que "Betsy" é baseada na encarnação telepática de Betsy Braddock e emprega uma "psi-blade" emergindo de seu punho, e "Psylocke" é baseada na versão mais recente com poder telecinético e manifesta uma katana psiônica totalmente formada em combate. Novos personagens são marcados abaixo em negrito:
- Bastion
- Betsy Braddock
- Fera
- Kwannon
- Bishop
- Blob
- Ciclope
- Força Fênix
- Forge
- Gambit
- Havok
- Juggernaut
- Lady Deathstrike
- Magneto
- Mistica
- Noturno
- Fênix
- Pyro[a]
- Rogue
- Dentes-de-Sabre
- Sentinela A
- Sentinela B
- Tempestade
- Groxo
- Wolverine

1. ↑  Exclusivo do Xbox .

## Recepção
Muito parecido com X-Men: Mutant Academy e diferente de X-Men: Mutant Academy 2, X-Men: Next Dimension recebeu avaliações mistas ou médias. GameRankings e Metacritic deram a ele uma pontuação de 61,79% e 61 de 100 para a versão PlayStation 2; 59,30% e 56 de 100 para a versão Xbox; e 62,62% e 63 de 100 para a versão GameCube. Alguns críticos e fãs disseram que Next Dimension é o melhor jogo da franquia Mutant Academy. Outros criticaram as versões para GameCube e Xbox por sua inspiração em Dead or Alive 3. Apesar das críticas, muitos elogiaram todas as versões por sua jogabilidade melhorada, novos personagens e excelentes ambientes 3D.